# Neoborolia
Neoborolia là một chi bướm đêm thuộc họ Noctuidae.